# HMS Boston (1762)
HMS Boston foi uma fragata de 5ª Categoria da classe Richmond da Marinha Real Britânica. Ela foi lançada em 1762, operou durante a Guerra Revolucionária Americana e nas Guerras Revolucionárias Francesas, e foi desmontada em 1811.